# Saint-Germain-des-Prés (Dordogne)
Saint-Germain-des-Prés település Franciaországban, Dordogne megyében. Lakosainak száma 482 fő (2022. január 1.). Saint-Germain-des-Prés Saint-Sulpice-d’Excideuil, Clermont-d’Excideuil, Saint-Martial-d’Albarède, Saint-Pantaly-d’Excideuil, Coulaures és Saint-Jory-las-Bloux községekkel határos.

## Népesség
A település népessége az elmúlt években az alábbi módon változott:
| Lakosok száma | 582  | 537  | 508  | 493  | 532  | 538  | 498  | 471  | 466  | 482  |
|               | 1968 | 1982 | 1990 | 2006 | 2013 | 2015 | 2017 | 2019 | 2020 | 2022 |